# Dying Sun Records
Dying Sun Records ist ein 2007 als Rotting Grave Distribution initiiertes niederländisches Independent-Label.

## Geschichte
Gründete wurde Dying Sun Records 2007 als Rotting Grave Distribution. Im Mai 2012 wurde das Label umbenannt. Als erste Veröffentlichung unter dem Namen Dying Sun Records erschien Nythra Death King von Obskure Torture. Seither veröffentlicht das Label verschiedenste Alben aus dem Musikspektrum des Black Metal und Doom Metal, insbesondere Death Doom und Funeral Doom. Vornehmlich veröffentlicht das Label als CD oder MC. Zu den populärsten über Dying Sun Records verlegten Bands zählen Interpreten wie Thorns of Grief, Carma, Persistence in Mourning und The Funeral Orchestra.

## Künstler (Auswahl)
- Aedh
- Black Bile
- Botulistum
- Carma
- Dictator
- Excurse
- The Funeral Orchestra
- Heavydeath
- Hirveä
- Persistence in Mourning
- Pissboiler
- Several Hidden Mountains
- Strangulation
- Thorns of Grief
- Veiled Metamorphosis
- Zelfhaat